# دلفين أزرق أبيض
الدلفين الأزرق الأبيض أو الدلفين المخطط  (بالإنجليزية: Striped dolphin)‏ (بالفرنسية: Dauphin bleu et blanc)‏ هو دلفين محيطي، يعيش في المياه المدارية والحارة، وهو ينتمي إلى رتيبة الحيتان المسننة. هو النوع الأكثر انتشارا، في البحر الأبيض المتوسط، بين أنواع رتبة الحيتانيات. يتراوح طوله بين 180 و250 سنتمترا، ووزنه بين 110 و156 كلغ. في ما يتعلق بمثنوية الشكل الجنسية، الذكور أكبر حجما قليلاً من الإناث.

## التسمية
تم تصنيف الدلفين الأزرق الأبيض من طرف الإحيائي الألماني فرانز ماين سنة 1833. الاسم العلمي المعتمد هو نحت لكلمتي cæruleus (و تعني الأزرق الغامق) وalbus (أبيض)، في إشارة إلى اللونين المميزين للدلفين.

## السلوكيات
يعيش الدلفين الأزرق الأبيض في مجموعات تتراوح أعدادها بين 100 و500 فردا، مع إمكانية وجود أفراد يتنقلون بمفردهم. في حالة انحسار الموارد الغدائية، تتفرق مجموعات الدلفين الأزرق الأبيض، إلى مجموعات أقل عددا لتخفيف التنافس حول الغذاء. أحيانا، تكون مجموعات الدلفين الأزرق الأبيض مختلطة بمجموعات الدلافين الشائعة. بصفة عامة، يتميز هذا الثديي باجتماعيته وبانجذابه للبشر، ويعاني في الوقت المعاصر من انحسار مجاله الطبيعي بسبب كثافة النشاط الإنساني البحري والصيد.

نظام التوالد يمتثل للعوامل المناخية، ففي البحر الأبيض المتوسط، تكون فترة الوضع بين شتنبر وأكتوبر، حتى يجد المواليد مياها أكثر دفءا وأوفر غذاء، وحتى يكون مجهود الإرضاع أقل بالنسبة للإناث. فترة التزاوج تكون بين نهاية الصيف وبداية الخريف، ويمتد الحمل سنة كاملة؛ يبلغ حجم الوليد 95 سنتمترا، ويكون وحيدا، على غرار باقي الحيتانيات.

مؤشر الذكورة يكون مرتفعا لدى الدلفين الأزرق الأبيض في السنوات الأولى (بمعدل 1.11 ذكرا لكل أنثى)، وبسبب ارتفاع نسبة وفيات المواليد الذكور، تعود النسبة للتوازن عند البلوغ. بمجرد بلوغها، تتخلى الدلافين البالغة عن مجموعة الأب والأم الأصلية، لتشكل مجموعات جديدة.